# Nieuw-Zeelands curlingteam (gemengddubbel)
Het Nieuw-Zeelandse curlingteam vertegenwoordigt Nieuw-Zeeland in internationale curlingwedstrijden.

## Geschiedenis
Nieuw-Zeeland debuteerde op het wereldkampioenschap curling voor gemengddubbele landenteams van 2008 in het Finse Vierumäki. De Nieuw-Zeelanders werden achtste. In 2010 won het land het zilver. Het verloor de finale door een steal van Rusland in het extra end.
Nieuw-Zeeland nam nog niet deel aan het gemengddubbel op de Olympische Winterspelen.

## Nieuw-Zeeland op het wereldkampioenschap
| Jaar | Plaats        | Team                              | WG            | W             | V             | PV            | PT            |
| ---- | ------------- | --------------------------------- | ------------- | ------------- | ------------- | ------------- | ------------- |
| 2008 | 8             | Sean Becker & Bridget Becker      | 7             | 4             | 3             | 43            | 52            |
| 2009 | 13            | Scott Becker & Brydie Donald      | 8             | 4             | 4             | 43            | 55            |
| 2010 | 2             | Sean Becker & Bridget Becker      | 7             | 5             | 2             | 59            | 39            |
| 2011 | 14            | Sean Becker & Bridget Becker      | 7             | 3             | 4             | 40            | 42            |
| 2012 | 10            | John Campbell & Natalie Campbell  | 8             | 4             | 4             | 51            | 52            |
| 2013 | 5             | Hans Frauenlob & Natalie Campbell | 9             | 7             | 2             | 53            | 45            |
| 2014 | 21            | Kenneth Thomson & Waverly Taylor  | 7             | 2             | 5             | 44            | 56            |
| 2015 | 20            | Dan Mustapic & Marisa Jones       | 9             | 2             | 7             | 54            | 70            |
| 2016 | 13            | Scott Becker & Bridget Becker     | 8             | 5             | 3             | 50            | 52            |
| 2017 | 32            | Scott Becker & Bridget Becker     | 6             | 2             | 4             | 39            | 40            |
| 2018 | 32            | Brett Sargon & Eleanor Adviento   | 7             | 1             | 6             | 36            | 65            |
| 2019 | 9             | Sean Becker & Bridget Becker      | 8             | 5             | 3             | 68            | 42            |
| 2021 | 12            | Anton Hood & Courtney Smith       | 9             | 4             | 5             | 41            | 54            |
| 2022 | 20            | Warren Dobson & Natalie Thurlow   | 9             | 0             | 9             | 22            | 92            |
| 2023 | Geen deelname | Geen deelname                     | Geen deelname | Geen deelname | Geen deelname | Geen deelname | Geen deelname |
| 2024 | 19            | Anton Hood & Courtney Smith       | 9             | 1             | 8             | 32            | 62            |
| 2025 | 9             | Ben Smith & Jessica Smith         | 10            | 6             | 4             | 65            | 60            |

Australië · België · Brazilië · Bulgarije · Canada · China · Chinees Taipei · Denemarken · Duitsland · Engeland · Estland · Filipijnen · Finland · Frankrijk · Griekenland · Groot-Brittannië · Guyana · Hongarije · Hongkong · Ierland · India · Israël · Italië · Jamaica · Japan · Kazachstan · Kirgizië · Koeweit · Kosovo · Kroatië · Letland · Litouwen · Luxemburg · Mexico · Mongolië · Nederland · Nieuw-Zeeland · Nigeria · Noorwegen · Oekraïne · Oostenrijk · Polen · Portugal · Puerto Rico · Qatar · Roemenië · Rusland · Saoedi-Arabië · Schotland · Servië · Slovenië · Slowakije · Spanje · Thailand · Tsjechië · Turkije · Verenigde Staten · Wales · Wit-Rusland · Zuid-Korea · Zweden · Zwitserland